# Бад-Вальтерсдорф
Бад-Вальтерсдорф (нем. Bad Waltersdorf) — курорт в Австрии, в федеральной земле Штирия. 
Входит в состав округа Хартберг.  Население составляет 2084 человека (на 31 декабря 2006 года). Занимает площадь 31,84 км². Официальный код  —  60748.

## Политическая ситуация
Бургомистр коммуны — Йозеф Хауптман (АНП) по результатам выборов 2005 года.
Совет представителей коммуны (нем. Gemeinderat) состоит из 15 мест.
- АНП занимает 12 мест.
- СДПА занимает 2 места.
- АПС занимает 1 место.

## Евро-2008
Во время чемпионата Европы по футболу 2008 года здесь проживала сборная Польши.